# Budapest-Bamako

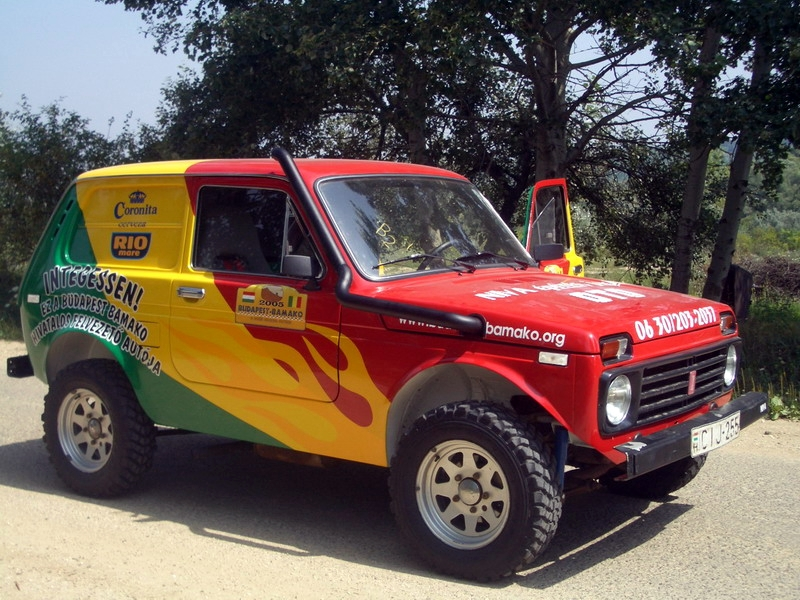
Den officiella ledarbilen är en renoverad 1988 års Lada Niva.

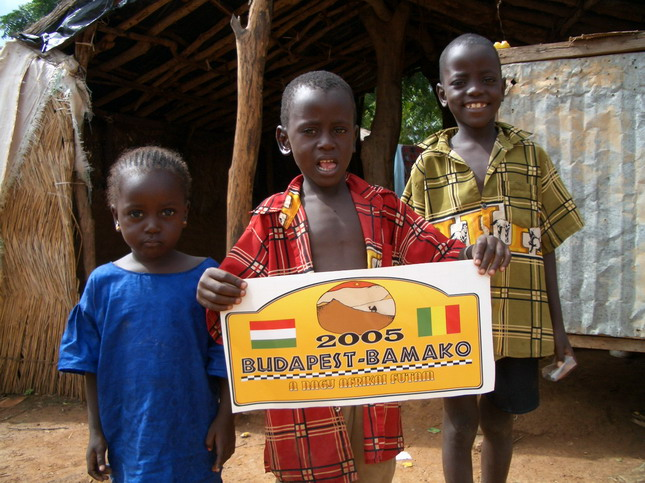
Barn välkomnar Budapest-Bamako i Mahina, Mali

Budapest-Bamako eller Great African Run är ett rally organiserat av några ungrare. B2B är en lågbudgetversion av Paris-Dakar-rallyt som från början gick från Budapest till Bamako  genom Sahara. Beroende på oroligheter i  Mali har målet flyttats. För närvarande är målgången i Freetown i Sierra Leone. Man utlovar spänning och äventyr i Afrika, ungefär som Paris-Dakar gjorde de tidiga åren. Det finns inga begränsningar på fordonen så länge de är tillåtna att köra på allmän väg. B2B samlar också in pengar till välgörenhet i Mali. Man har klasser för bilar, motorcyklar och liftare.